# 팰렁스 CIWS

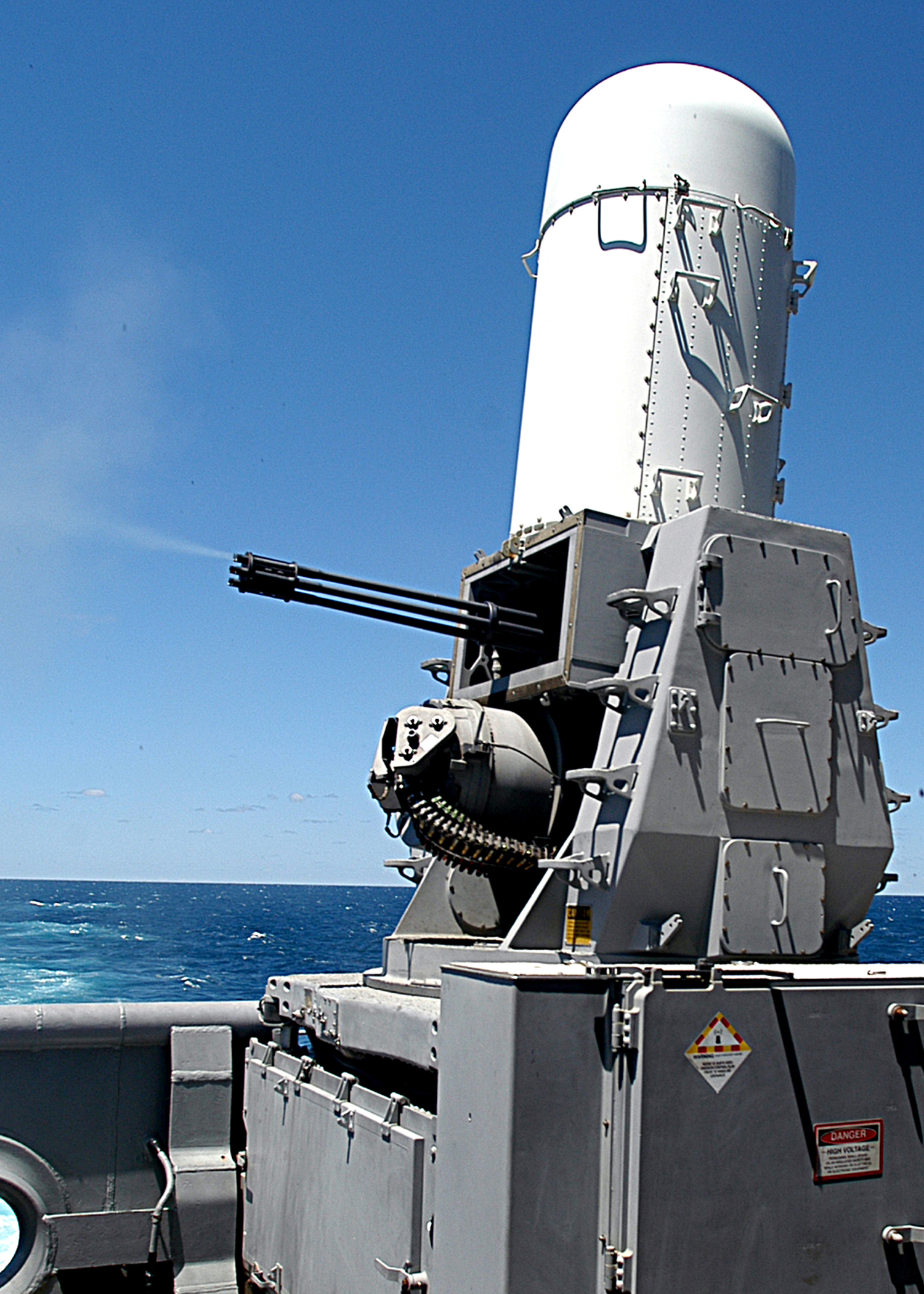
팰렁스 CIWS

팰렁스 CIWS(Phalanx CIWS)는 미국 레이시온에서 제작한 CIWS이다. 1980년부터 실전배치되었다. 1959년부터 실전배치된 벌컨포에 첨단 레이다를 장착했다. CIWS는 sea-wiz(씨위즈)로 발음하며, Phalanx CIWS는 팰렁스 씨위즈라고 한다.

## 실전사용
1991년 2월 25일 걸프전에서 팰렁스를 장착한 USS Jarrett (FFG-33)함은 미주리호와 영국 구축함 Gloucester호에서 몇 마일 떨어져 있었다. 영국 구축함은 이라크가 발사한 실크웜 미사일의 공격을 받았다.
미주리호에서 Mark 36 SRBOC 채프를 발사했다. Jarrett함의 팰렁스는 자동 목표물 획득 모드로 작동시켰다. 미주리의 채프를 조준한 팰렁스가 오발을 했으며, 4발의 팰렁스 탄환이 2~3 마일(약 5 km) 떨어진 미주리호에 명중했다. 부상자는 없었다.
영국 구축함 Gloucester호에서 발사한 시다트 미사일로 이라크의 실크웜 미사일을 요격했다. 이것은 해전에서 미사일대 미사일로 성공적인 요격을 한 첫 번째 사례이다.

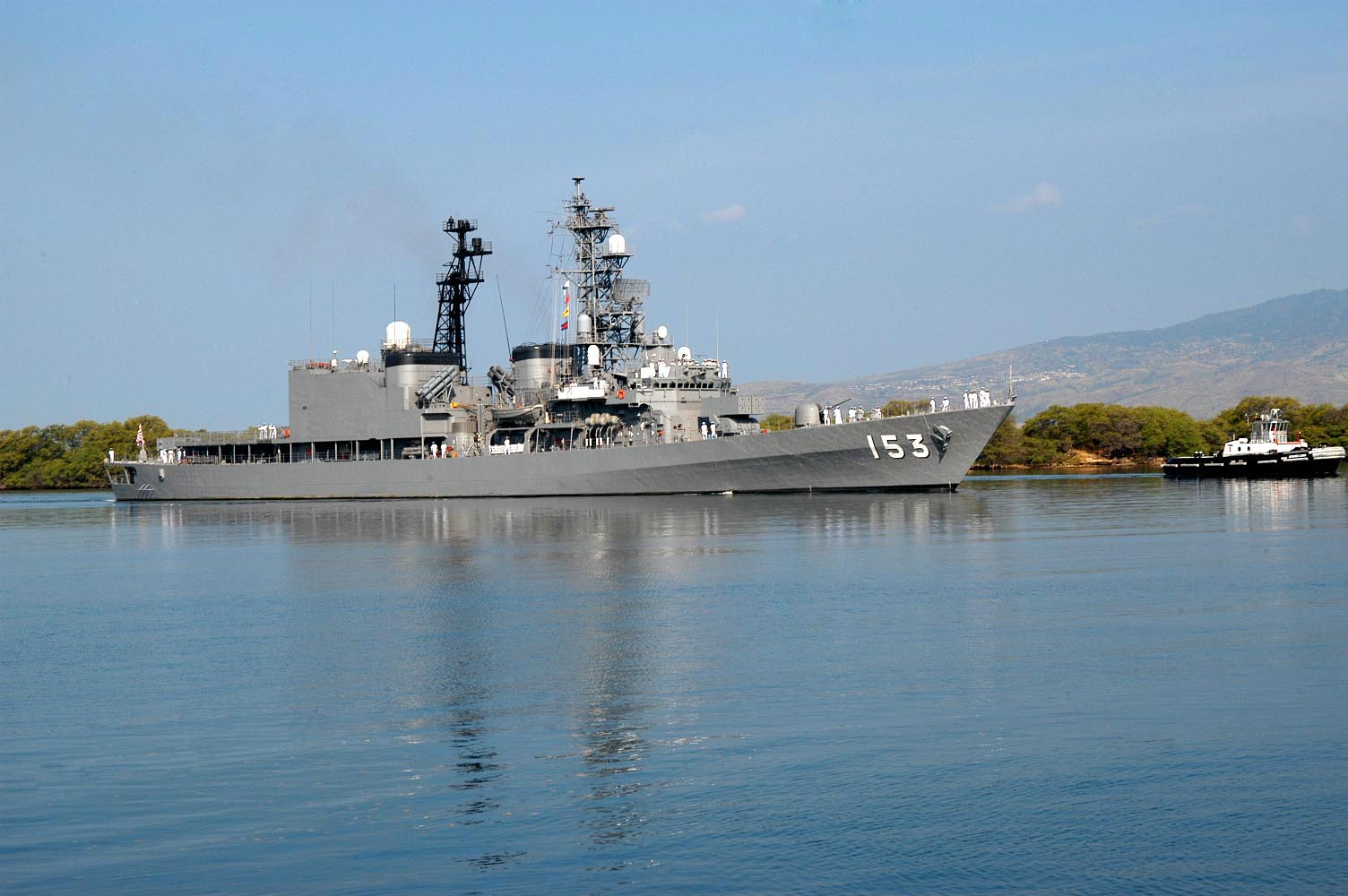
Japanese destroyer Yügiri

1996년 6월 4일 훈련중이던 일본 해상자위대 구축함이 실수로 미국의 A-6 인트루더 공격기를 격추시켰다. 팰렁스를 장착한 아사기리급 구축함 요기리호에서 실수로 목표물 대신 인트루더기를 조준했다. 2명의 조종사는 안전하게 탈출했다. 사고 조사 결과, 요기리호의 담당장교가 A-6기가 팰렁스 CIWS의 요격가능한 각도 밖으로 나가기 전에 발사명령을 내린 것으로 밝혀졌다.

## 센츄리온
2004년 이라크 다국적군은 적의 대포, 로켓포를 방어하기 위해 지상형 팰렁스를 요구해, 센츄리온을 설치했다. 한 대의 센츄리온은 1.2 평방킬로미터를 방어할 수 있다. 서울은 605 평방킬로미터이므로 센츄리온 500대가 필요하다. 이스라엘은 센츄리온을 몇 대 구매했지만, 실전 경험 결과 아이언 돔이 낫다고 여겨, 센츄리온 구매를 더 이상 하지 않았다.

## 사용국가
- 미국
- 일본
  - 휴우가급 구축함
  - 곤고급 이지스 구축함
  - 아타고급 이지스 구축함
  - 아사기리급 호위함
  - 타카나미급 호위함
  - 시라네급 구축함
  - 타치카제급 구축함
- 대한민국
  - 인천급 호위함
  - 대구급 호위함

## 일본과 대한민국
일본판 독도함인 휴우가급, 일본판 세종대왕급 이지스함인 곤고급, 아타고급, 시스패로 구축함인 아사기리급, 타카나미급, 시라네급, 스탠다드 구축함인 타치카제급은 모두 20mm M61 Vulcan 개틀링포를 사용하는 미국 레이시온의 팰렁스 CIWS를 사용한다.
반면에 대한민국의 독도함, 세종대왕함, 시스패로 구축함인 광개토대왕급, 스탠다드 구축함인 충무공이순신급은 모두 네덜란드의 골키퍼 CIWS를 사용한다. 골키퍼 CIWS는 A-10 썬더볼트 II에 장착하는 30 mm GAU-8 어벤저 개틀링포를 사용한다.

## 같이 보기
- CIWS
- 골키퍼 CIWS
- Counter-RAM - 지상형 팰렁스도 있다
- 센트리 건